# Marguerite Typ BO 7
Der Marguerite Typ BO 7 war ein Personenwagen.

## Hersteller und Bauzeit
Das französische Unternehmen Société A. Marguerite aus Courbevoie begann etwa 1922 mit der Produktion von Automobilen. Der Marguerite Typ BO 7 war das zweite Modell des Herstellers. Die Produktion fand ab etwa 1923 statt und endete etwa 1926. Zur gleichen Zeit entstanden die Modelle Typ B, Typ BO und Typ BO 5 mit kleineren Motoren.

## Fahrzeug
Beim Fahrgestell handelte es sich um ein konventionelles Fahrgestell mit Frontmotor und Hinterradantrieb, das allerdings länger war als das der anderen Modelle des Unternehmens. Für den Antrieb sorgte zunächst ein Vierzylinder-Einbaumotor von Chapuis-Dornier mit 1494 cm³ Hubraum und OHV-Ventilsteuerung. Später kam der kleinere Motor aus dem Typ BO 5 mit 1095 cm³ Hubraum zum Einsatz. Die Fahrzeuge entstanden in der Karosseriebauform offener Tourenwagen und als geschlossene Limousinen.

## Nachfolger
Das Modell wurde ohne Nachfolger eingestellt.

## Lieferung des Fahrgestells an andere Unternehmen
Automobiles Induco bezog Fahrgestelle dieses Modells, komplettierte die Fahrgestelle mit eigenen Innenausstattungen und eigenen Karosserien und bot diese Fahrzeuge unter dem Markennamen Induco an.